# Sumari de les fosses del franquisme
El Sumari de les fosses del franquisme és el cas que el jutge de l'Audiència Nacional Baltasar Garzón va obrir el 2008 per tal d'investigar la desaparició de víctimes del franquisme. Ho feu al·legant que es tractava de desaparicions il·legals dins el context de Crims contra la Humanitat. La denúncia fou interposada per 13 associacions per a la recuperació de la memòria històrica d'arreu de l'Estat, el sindicat CGT i diversos particulars. Els acusats presentaren una llista de 114.266 desapareguts per aquests fets.
La decisió de declarar-se competent es prengué en contra de la fiscalia de l'Audiència Nacional, que feu un recurs d'apel·lació en contra. El 18 de novembre de 2008 el jutge s'inhibí en favor de diversos jutjats territorials, però el 28 de novembre d'aquell mateix any, el ple de la Sala del Penal, el declarà no competent.
Arran d'aquest cas, el sindicat Manos Limpias i la Falange Española de las JONS (que posteriorment fou expulsat del cas) presentaren una denúncia per prevaricació del jutge en aquest cas. El cas fou admès a tràmit el 26 de maig de 2009 pel Tribunal Suprem. El 7 d'abril de 2010, el jutge Luciano Varela considerà que era procedent continuar el procediment pel delicte de prevaricació, cosa que fou recorreguda pel jutge Garzón. El recurs fou rebutjat. El 12 de maig del 2010, el jutge Varela decretà l'obertura de judici oral per la investigació del jutge Garzón de les fosses del franquisme. El 14 de maig, Garzón fou suspès de les seves funcions pel Consell General del Poder Judicial. El 27 de febrer de 2012, i quan ja estava inhabilitat per les actuacions en el Cas Gürtel, fou absolt d'aquesta acusació.

## Imputats
Els imputats pel jutge Garzón en la causa contra el Franquisme són 35 alts càrrecs del franquisme les actes de defunció dels quals va sol·licitar el Jutjat Central d'Instrucció núm. 5 de l'Audiència Nacional d'Espanya, presidit per Baltasar Garzón, en l'acte de 16 d'octubre de 2008 per declarar extinta per defunció la seva presumpta responsabilitat penal en els casos de detenció il·legal i crims contra la humanitat comesos durant la Guerra civil espanyola i en els primers anys del règim franquista.
| Nombre                             | Any de naixement | Càrrec                                                                                             | Any de defunció |
| ---------------------------------- | ---------------- | -------------------------------------------------------------------------------------------------- | --------------- |
| Francisco Franco Bahamonde         | 1892             | Cap d'Estat                                                                                        | 1975            |
| Miguel Cabanellas Ferrer           | 1872             | President de la Junta de Defensa Nacional                                                          | 1938            |
| Andrés Saliquet Zumeta             | 1877             | President del Consell Suprem de Justícia Militar Vocal de la Junta de Defensa Nacional             | 1959            |
| Miguel Ponte Manso de Zúñiga       | 1882             | Vocal de la Junta de Defensa Nacional                                                              | 1952            |
| Emilio Mola Vidal                  | 1887             | Cap de l'Exèrcit del Nord Vocal de la Junta de Defensa Nacional                                    | 1937            |
| Fidel Dávila Arrondo               | 1878             | Vocal de la Junta de Defensa Nacional President de la Junta Tècnica de l'Estat Ministre de Defensa | 1962            |
| Federico Montaner Canet            | 1874             | Vocal de la Junta de Defensa Nacional                                                              | 1938            |
| Fernando Moreno Calderón           | 1880             | Coronel Cap d'E.M. de l'Exèrcit del Nord Vocal de la Junta de Defensa Nacional                     | 1967            |
| Francisco Moreno Fernández         | 1883             | Vocal de la Junta de Defensa Nacional                                                              | 1945            |
| Germán Gil y Yuste                 | 1866             | Vocal de la Junta de Defensa Nacional Ministre de Guerra                                           | 1948            |
| Luis Orgaz Yoldi                   | 1881             | Vocal de la Junta de Defensa Nacional                                                              | 1946            |
| Gonzalo Queipo de Llano y Sierra   | 1875             | Vocal de la Junta de Defensa Nacional                                                              | 1951            |
| Francisco Gómez-Jordana Sousa      | 1876             | President de la Junta Tècnica de l'Estat Vicepresident del I Govern de l'Estat Espanyol            | 1944            |
| Francisco Fermoso Blanco           | 1870             | Governador General de la Junta Tècnica de l'Estat                                                  | 1955            |
| Luis Valdés Cavanilles             |                  | Governador General de la Junta Tècnica de l'Estat                                                  | 1950            |
| Nicolás Franco Bahamonde           | 1891             | Secretari General de l'Estat                                                                       | 1977            |
| Francisco Serrat y Bonastre        | 1871             | Ministre de Relacions Exteriors                                                                    | 1957            |
| José Cortés López                  | 1883             | Ministre de Justícia                                                                               | 1964            |
| Ramón Serrano Súñer                | 1901             | Ministre de l'Interior                                                                             | 2003            |
| Severiano Martínez Anido           | 1862             | Ministre d'Ordre Públic                                                                            | 1938            |
| Tomás Domínguez Arévalo            | 1882             | Ministre de Justícia                                                                               | 1952            |
| Raimundo Fernández-Cuesta y Merelo | 1897             | Ministre d'Agricultura Ministre Secretari General del Moviment Ministre de Justícia                | 1992            |
| Valentín Galarza Morante           | 1882             | Ministre de la Governació                                                                          | 1951            |
| Esteban de Bilbao Eguía            | 1879             | Ministre de Justícia                                                                               | 1970            |
| José Luis Arrese Magra             | 1905             | Ministre Secretari General del Moviment Ministre d'Habitatge                                       | 1986            |
| Juan Yagüe Blanco                  | 1892             | Ministre de l'Aire                                                                                 | 1952            |
| Salvador Moreno Fernández          | 1886             | Ministre de Marina                                                                                 | 1966            |
| Agustín Muñoz Grandes              | 1896             | Ministre Secretari General del Moviment                                                            | 1970            |
| José Enrique Varela Iglesias       | 1891             | Ministre de l'Exèrcit                                                                              | 1951            |
| Juan Vigón Suero-Díaz              | 1880             | Ministre de l'Aire                                                                                 | 1955            |
| Blas Pérez González                | 1898             | Ministre de la Governació                                                                          | 1978            |
| Carlos Asensio Cabanillas          | 1896             | Ministre de l'Exèrcit                                                                              | 1969            |
| Eduardo Aunós Pérez                | 1894             | Ministre de Justícia                                                                               | 1967            |
| Eduardo González Gallarza          | 1898             | Ministre de l'Aire                                                                                 | 1986            |
| Francisco Regalado Rodríguez       | 1881             | Ministre de Marina                                                                                 | 1958            |